# 当帕里
当帕里（法語：Damparis，法語發音：[dɑ̃paʁi]）是法国汝拉省的一个市镇，位于该省西北部，属于多勒区。

## 地理
当帕里（47°4'27"N, 5°24'47"E）面积8.85 平方千米，位于法国勃艮第-弗朗什-孔泰大區汝拉省，该省份为法国东部内陆省份，北起上索恩省，西北接科多尔省，西临索恩-卢瓦尔省，南至安省，东与杜省和瑞士接壤。
与当帕里接壤的市镇（或旧市镇、城区）包括：萨姆雷、阿贝热芒拉龙斯、尚旺、舒瓦塞、富什朗、热夫里、塔沃。

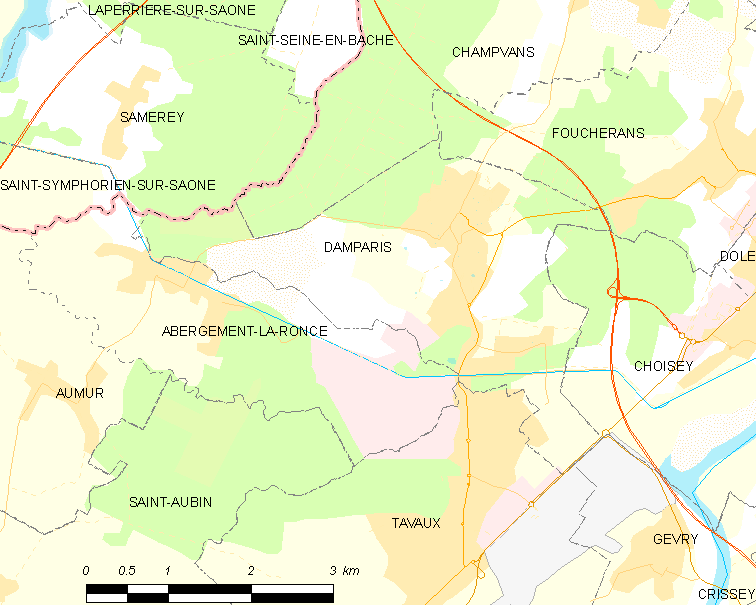
当帕里的OSM定位图

当帕里的时区为UTC+01:00、UTC+02:00（夏令时）。

## 行政
当帕里的邮政编码为39500，INSEE市镇编码为39189。

## 政治
当帕里所属的省级选区为多勒第二县。

## 人口

1962-2008年间当帕里人口变化图示

当帕里于2022年1月1日时的人口数量为2590人。